# ميرفين وول
ميرفين وول (بالإنجليزية: Mervyn Wall)‏ هو كاتب أيرلندي، ولد في 1908 في دبلن في جمهورية أيرلندا، وتوفي في 1997.

## وصلات خارجية
- ميرفين وول على موقع IMDb (الإنجليزية)